# Георг Хартман фон Цинцендорф
Георг Хартман фон Цинцендорф (на немски: Georg Hartmann von Zinzendorff Freiherr zu Pottendorf und Karlsbach; * 1603; † 24 август 1632, Инголщат) от род Цинцендорф, е фрайхер на Потендорф-Карлсбах в Австрия.

## Живот
Той е големият син на фрайхер Йохан Йоахим фон Цинцендорф-Потендорф (* 15 септември 1570; † 29 януари 1626, Карлсбах) и съпругата му Мария Юта (Юдит) фон Лихтенщайн-Фелдсберг (* 18 април 1575; † 6 март 1621, Карлсбах), дъщеря на Хартман II фон Лихтенщайн (* 6 април 1544; † 11 октомври 1585) и графиня Анна Мария фон Ортенбург (* 1547; † 16 декември 1601). Майка му е сестра на 1. княз Карл I фон Лихтенщайн (1569 – 1627). Брат му Ото Хайнрих фон Цинцендорф и Потендорф (* 1605, Потендорф; † 28 март 1655, Виена) е господар на Цинцендорф-Потендорф.
Баща му купува Карлсбах през 1612 г. На 16 ноември 1662 г. родът е издигнат на австрийски наследствен граф.
Георг Хартман се жени на 29 януари 1626 г. в Хунген за Сабина фон Золмс-Браунфелс-Грайфщайн (* 9 юли 1606, погребана в Грайфщайн), дъщеря на граф Вилхелм I фон Золмс-Браунфелс-Грайфщайн (1570 – 1635) и съпругата му графиня Мария Амалия фон Насау-Диленбург (1582 – 1636).
Неговият син Йохан Фердинанд фон Цинцендорф (1628 – 1686) е издигнат на граф на 16 ноември 1662 г. във Виена.

## Деца
Георг Хартман фон Цинцендорф и Сабина фон Золмс-Браунфелс-Грайфщайн имат двамяа сина:
- Йохан Фердинанд фон Цинцендорф (* 3 август 1628; † 1686), става граф на 16 ноември 1662 г. във Виена, женен I. 1653 г. за фрайин Евзебия Сабина фон Ауершперг (1628 – 1659), дъщеря на фрайхер Волфганг Вайкхарт фон Ауершперг (1583 – 1665), II. за Аурора Елизабет фон Херберщайн, III. за фрайин Ребека Регина Гингер фон и цу Грунпухел и има два сина и една дъщеря
- Йохан Вилхелм фон Цинцендорф, женен I. за Елизабет Катарина фон Гингер, II. за Елеонора фон Курландия